# Ноемі Баткі
Ноемі Баткі (італ. Noemi Batki, 12 жовтня 1987) — італійська стрибунка у воду.
Учасниця Олімпійських Ігор 2008, 2012, 2016, 2020 років.
Чемпіонка Європи з водних видів спорту 2011 року, призерка 2008, 2010, 2012, 2014, 2015, 2017, 2018 років.